# Libera tumuloides
Libera tumuloides is een uitgestorven slakkensoort. De wetenschappelijke naam van de soort is voor het eerst geldig gepubliceerd in 1872 door Garrett. De soort was endemisch in de Cookeilanden.